# Савелиха (деревня)
Саве́лиха — деревня в Сонковском районе Тверской области. Относится к Гладышевскому сельскому поселению.
Расположена в 1 километре к северо-западу от районного центра Сонково, к северу от деревни проходит автодорога «Вышний Волочёк—Бежецк—Сонково», с юга — железнодорожная линия Бологое — Сонково — Рыбинск, с востока железнодорожная линия «Сонково — Весьегонск».
Население по переписи 2002 — 33 человека (16 мужчин, 17 женщин).

## История
По данным 1859 года владельческая деревня Савелиха имеет 46 дворов и 267 жителей. Во второй половине XIX — начале XX века деревня относилась к Глазовскому приходу Бокаревской волости Бежецкого уезда, в 1889 году — 57 дворов, 320 жителей. В 1870 году к востоку от деревни (на территории Кашинского уезда) была открыта железнодорожная станция Савелино, названая так, вероятно, от изменённого названия деревни Савелиха. В 1903 году станцию и посёлок при ней переименовали в Сонково.
В 1997 году в деревне было 22 хозяйства, 37 жителей.